# Dzsungelből dzsungelbe
A Dzsungelből dzsungelbe (eredeti cím: Jungle 2 Jungle) 1997-ben bemutatott amerikai–francia vígjáték-kalandfilm, amelynek rendezője John Pasquin.
A producerei Richard Baker és Brad Krevoy, a forgatókönyvírói Bruce A. Evans és Raynold Gideon, a főszereplői Tim Allen és Martin Short, a zeneszerzője Michael Convertino. A mozifilm a Walt Disney Pictures, a TF1 Films és az MPCA gyártásában készült, a Buena Vista Pictures forgalmazásában jelent meg. A film Hervé Palud Egy indián Párizsban című francia filmjén alapul.
Az Amerikai Egyesült Államokban 1997. március 7-én, Magyarországon 1997. június 19-én mutatták be a mozikban.
Egy sikeres, bár önző árutőzsdei bróker megtudja, hogy van egy tizenhárom éves fia, akit dél-amerikai indiánok között neveltek fel, és elhozza a fiút New Yorkba, felforgatva ezzel mindkettejük életét.

## Cselekmény
Michael Cromwell egy árutőzsdei bróker, aki New York City-ben dolgozik. mivel újra akar házasodni, ezért el kell válnia első feleségétől, Patriciától, aki évekkel ezelőtt elhagyta őt, és az Amazonasvidékre költözött. Cromwell Dél-Amerikába utazik, ahol megtudja, hogy van egy tizenhárom éves fia, Mimi-Siku.
Cromwell elhozza Mimi-Sikut New Yorkba. Indulás előtt a fiú megígéri a törzsfőnöknek, hogy a Szabadság-szobor lángjából tüzet hoz nekik, de a helyszínen, a szoborra felmászva rájön, hogy ott nincs tűz.
Mimi-Siku beleszeret Karenbe, Richard Kempster, Cromwell üzlettársának lányába. Richard Kempster feldühödik, amikor Mimi-Siku megeszi kedvenc halát az akváriumból, Karen pedig nem sokkal később elalszik a fiú mellett. Bár ragaszkodik hozzá, hogy nem volt szex, apja mégis egy kizárólag lányoknak szóló nyári táborba akarja küldeni.
Cromwell és Kempster orosz maffiózókkal keveredik üzleti kapcsolatba. Az elégedetlen gengszterek rajtaütnek Kempsterék otthonán, megkötözik Richardot, és azzal fenyegetőznek, hogy levágják az ujjait. A két család együtt felveszi a harcot ellenük és Mimi-Siku vadászati képességeit (és tarantula háziállatát, Maitikát) felhasználva elüldözik Jovanovic bandita csoportjának tagjait.
Mimi-Siku hazatér, és az apja búcsúajándékul egy Szabadság-szobor alakú öngyújtót és egy műholdas telefont ad neki. Michael cserébe kap egy légpuskát és Mimi-Siku utasítását, hogyan használja azt egy légy megölésére, hogy csatlakozhasson a törzséhez; kipróbálja a tőzsde épületében, és eltalál egy legyet - és a főnökét, akinek a légy a hátán ül.
Valamivel később Cromwell Dél-Amerikába költözik, és magával viszi a Kempsterek családját és a halott legyet. Mimi-Siku és Karen szívélyesen üdvözlik egymást. A történet vége arra utal, hogy Michael és Patricia újra összejönnek.

## Szereplők
| Színész                      | Szerep                | Magyar hang                    |
| ---------------------------- | --------------------- | ------------------------------ |
| Tim Allen                    | Michael Cromwell      | Dörner György (1. szinkron)    |
| Tim Allen                    | Michael Cromwell      | Galbenisz Tomasz (2. szinkron) |
| Martin Short                 | Richard Kempster      | Schnell Ádám                   |
| JoBeth Williams              | Dr. Patricia Cromwell | Kovács Nóra                    |
| Lolita Davidovich            | Charlotte             | Kiss Erika                     |
| Sam Huntington               | Mimi-Siku             | Simonyi Balázs                 |
| David Ogden Stiers           | Alexei Jovanovic      |                                |
| Bob Dishy                    | George Langston       | Bács Ferenc                    |
| Valerie Mahaffey             | Jan Kempster          | Orosz Helga                    |
| Leelee Sobieski              | Karen Kempster        | Vadász Bea                     |
| Frankie J. Galasso           | Andrew Kempster       | Szvetlov Balázs                |
| Luis Avalos                  | Abe                   |                                |
| Carole Shelley               | Fiona                 | Tóth Judit                     |
| Dominic Keating              | Ian                   | Széles László                  |
| Rondi Reed                   | Sarah                 |                                |
| Oni Faida Lampley            | Madeleine             |                                |
| Michael Mastro               | Gino                  |                                |
| Joan Copeland                | Mrs. Prelot           |                                |
| Jack McGee                   | Mr. Uhley             |                                |
| További magyar hangok        |                       |                                |
| Kocsis Mariann, Rajhona Ádám |                       |                                |

## Televíziós megjelenések
HBO, TV2, Film Mania

## Fordítás
- Ez a szócikk részben vagy egészben  az   Aus dem Dschungel, in den Dschungel című német Wikipédia-szócikk fordításán alapul.  Az eredeti cikk szerkesztőit annak laptörténete sorolja fel. Ez a jelzés csupán a megfogalmazás eredetét és a szerzői jogokat jelzi, nem szolgál a cikkben szereplő információk forrásmegjelöléseként.